# Ōguchi (Aichi)
Ōguchi (jap. 大口町, Ōguchi-chō) ist eine Stadt (-chō) im Kreis (-gun) Niwa der japanischen Präfektur (-ken) Aichi, historisch Teil der Provinz Owari.

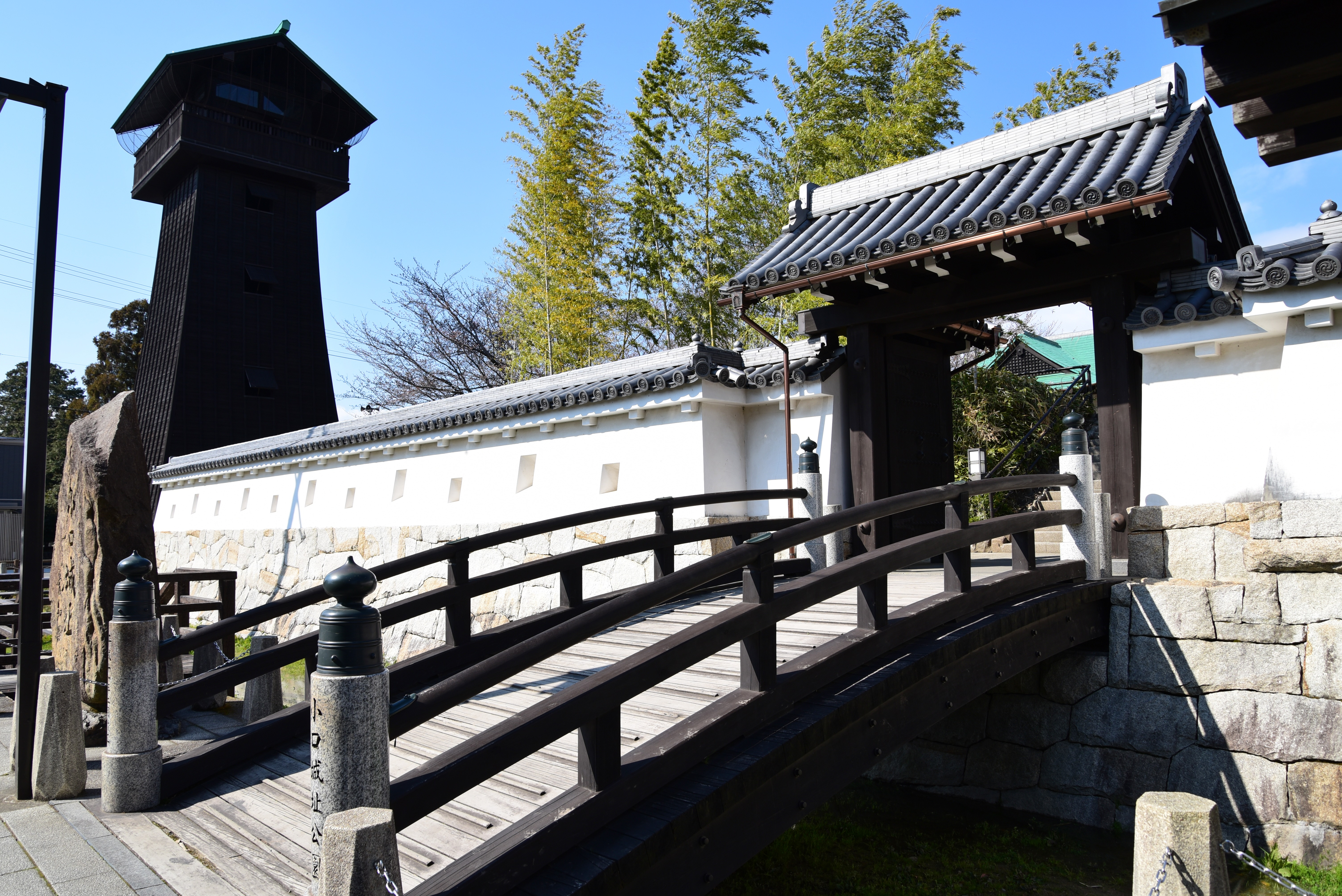
Ōguchi Castle

## Geschichte
1906 wurde ein Teil von Kashiwamori (柏森村), dazu  Ōta (太田村), Koguchi (小口村) und Tominari (富成村) zur Ortschaft (町) Ōguchi (大口村) zusammengefasst. 1962 wurde in einer Gebietsreform Ōguchi zur Chō (町) erhoben.

## Verkehrsverbindungen
Ōguchi ist eine Schlafstadt, aus der tagsüber 30 % der Einwohner herauspendeln.
Nur einen Kilometer südlich der Stadtgrenze beginnt in Komaki die Tōmei-Autobahn Richtung Nagoya, Toyota und nach 350 Kilometern Länge schließlich Tokio.

## Wirtschaft
In Ōguchi haben die beiden großen Werkzeugmaschinenhersteller Yamazaki Mazak und Ōkuma ihren Hauptsitz.

## Städtepartnerschaft
Seit 2015 gibt es eine Städtepartnerschaft mit  Matsue, der Hauptstadt von  Shimane in  Chūgoku/Westjapan.